# 1995 WW42
1995 WW42 är en asteroid i huvudbältet som upptäcktes den 25 november 1995 av de båda japanska astronomerna Seiji Ueda och Hiroshi Kaneda i Kushiro.
Asteroiden har en diameter på ungefär 3 kilometer.